# Raná (kraj ustecki)
Raná – miejscowość i gmina (obec) w Czechach, w kraju usteckim, w powiecie Louny. W 2022 roku liczyła 247 mieszkańców.